# Vice-Premier ministre (Moldavie)
Le vice-Premier ministre de Moldavie est l'un des ministres du Gouvernement de Moldavie.
Depuis le 16 février 2023, les vice-Premier ministres sont Dumitru Alaiba (en), Nicu Popescu, Vladimir Bolea (en) et Oleg Serebrian, au sein du Gouvernement Recean.